# Kangen Band
Kangen Band – indonezyjski zespół muzyczny wykonujący pop malajski. Został założony w 2005 roku w Bandar Lampung.
W skład zespołu wchodzą: Andika Mahesa – wokal, Dodhy Hardianto – gitara, Rustam Wijaya (Tama) – gitara, Halim Kurniawan (Lim) – perkusja, Novri Azwar – bas, Barry Alfarizy – klawisze.
W 2007 r. grupa wydała swój debiutancki album pt. Tentang Aku, Kau, Dan Dia. Wydawnictwo uzyskało w Indonezji status złotej i platynowej płyty za sprzedaż w nakładzie przekraczającym 250 tys. egzemplarzy.

## Dyskografia
Źródło:
Albumy studyjne
- 2007: Tentang Aku, Kau, Dan Dia
- 2008: Bintang 14 Hari
- 2009: Pujaan Hati
- 2011: Jangan Bertengkar